# Lü Yin
Lü Yin (呂諲) (712–762), formalmente Conde Su de Xuchang (須昌肅伯), foi um general militar e político chinês durante a dinastia Tang, servindo como um chanceler durante o reinado do Imperador Suzong. Historiadores frequentemente o consideravam mais capaz como governador regional, mais tarde em sua carreira, do que como chanceler.

## Antes de servir como chanceler
Lü Yin nasceu em 712, por volta do período em que o Imperador Xuanzong se tornou imperador. Sua família era da Prefeitura de Pu (蒲州, aproximadamente a moderna Yuncheng, Shanxi) e traçava sua ascendência ao clã governante Jiang do estado de Qi durante o período da Primavera e Outono. Lü, ele mesmo, era dito ser ambicioso e estudioso em sua juventude, mas era pobre e não conseguia se sustentar. Um homem rico de sua localidade, Cheng Chubin (程楚賔), ficou impressionado com o talento de Lü e acreditava que um dia ele seria bem-sucedido, então Cheng decidiu dar sua filha a Lü em casamento. Após o casamento, tanto Cheng Chubin quanto seu filho Cheng Zhen (程震) apoiaram Lü financeiramente, permitindo que ele visitasse a capital da dinastia Tang, Chang'an.
No início da era Tianbao do Imperador Xuanzong (742-756), Lü passou nos exames imperiais e foi nomeado xerife do Condado de Ningling. O inspetor do circuito, Wei Zhi (韋陟), ficou impressionado com o talento de Lü e o recomendou para servir como inspetor adjunto. Mais tarde, Geshu Han, o governador militar (jiedushi) de Longyou (隴右, sediado na moderna Prefeitura de Haidong, Qinghai) e dos Circuitos de Hexi (河西, sediado na moderna Wuwei, Gansu), o convidou para servir em sua equipe como tesoureiro. Enquanto servia sob Geshu, dizia-se que Lü era cuidadoso e trabalhador, e às vezes, enquanto seus colegas estavam fora do escritório, Lü ficava em seu escritório revisando os arquivos. Essa diligência fez com que Geshu o favorecesse mais.
Em 755, o general An Lushan se rebelou no Circuito de Fanyang (范陽, sediado na moderna Pequim) e rapidamente atacou ao sul, capturando a capital oriental Tang de Luoyang e estabelecendo um novo estado de Yan. Geshu foi encarregado de tentar bloquear os avanços de Yan na Passagem de Tong, mas foi derrotado lá em 756, forçando o Imperador Xuanzong a fugir de Chang'an para Chengdu. No entanto, o filho do Imperador Xuanzong e príncipe herdeiro Li Heng, não o seguiu para Chengdu, mas fugiu para Lingwu, onde foi proclamado imperador (como Imperador Suzong), uma ação que o Imperador Xuanzong reconheceu posteriormente.
Lü, que ainda servia sob Geshu na época em que Geshu foi derrotado, fugiu para Lingwu também. Após os eunucos Zhu Guanghui (朱光輝) e Li Zunzou (李遵驟) o recomendarem, o Imperador Suzong o conheceu e ficou impressionado com ele, e assim o nomeou censor imperial adjunto (御史中丞, Yushi Zhongcheng), frequentemente ouvindo seus conselhos. Após o Imperador Suzong mudar sua sede para Fengxiang (鳳翔, na moderna Baoji, Shaanxi) em 757, ele nomeou Lü como vice-ministro da defesa (武部侍郎, Wubu Shilang) e permitiu que Lü usasse uma túnica de ouro e púrpura, geralmente reservada para funcionários de alta patente. Após o Imperador Suzong recapturar Chang'an e Luoyang posteriormente em 757, Lü foi um dos funcionários, junto com Li Xian e Cui Qi (崔器), que julgaram os casos de ex-funcionários Tang que haviam se submetido a Yan como súditos. Dizia-se que tanto Lü quanto Cui eram severos, enquanto Li Xian era mais misericordioso, e que a severidade de Lü trouxe muito desdém por ele.

## Como chanceler
Na primavera de 759, Lü Yin, então ainda vice-ministro da defesa, recebeu a designação de Tong Zhongshu Menxia Pingzhangshi (同中書門下平章事), tornando-o um chanceler de facto, e também foi encarregado do departamento de exames do governo (門下省, Menxia Sheng), mesmo que não tivesse nenhuma responsabilidade oficial no departamento de exames. (Isso fez parte de uma reorganização da administração do Imperador Suzong, pois o Imperador Suzong simultaneamente também nomeou Li Xian, Li Kui, e Diwu Qi como chanceleres, enquanto removia Miao Jinqing e Wang Yu). No verão de 759, após a morte de sua mãe, ele deixou brevemente o serviço público, mas foi convocado para os mesmos cargos três meses depois, e adicionalmente foi nomeado emissário especial de tributação (度支使, Duzhi Shi). Ele também recebeu o título de Conde de Xuchang e foi nomeado Huangmen Shilang (黃門侍郎), o vice-chefe do departamento de exames.
No início de 760, o Imperador Suzong lhe deu a designação de chanceler de facto de maior importância, Tong Zhongshu Menxia Sanpin (同中書門下三品) e lhe concedeu uma alabarda cerimonial. Lü, acreditando ser inadequado receber tais honras vestindo roupas de luto, tirou suas roupas de luto — e isso gerou muitas críticas de outros.
Durante o período em que Lü serviu como chanceler, ele recebeu mais críticas ao nomear seu sogro Cheng Chubin como vice-ministro e seu cunhado Cheng Zhen como funcionário júnior. Além disso, ele tinha uma relação próxima com o eunuco Ma Shangyan (馬上言). Quando Ma recebeu o suborno de um oficial reserva que buscava ser o xerife do Condado de Lantian (藍田, perto de Chang'an), ele pediu a Lü que nomeasse essa pessoa como xerife do Condado de Lantian. Lü o fez. Quando isso foi descoberto no verão de 760, o Imperador Suzong, enfurecido, espancou Ma até a morte e ordenou que os subordinados de Ma consumissem sua carne. Lü não foi morto, mas foi removido de sua posição de chanceler para servir na equipe do príncipe herdeiro do Imperador Suzong, Li Yu, em vez disso.

## Depois de servir como chanceler
Dois meses depois, Lü Yin foi nomeado secretário-geral na Prefeitura de Jing (荊州, aproximadamente moderna Jingzhou, Hubei), bem como governador militar das cinco prefeituras circundantes. Uma vez na Prefeitura de Jing, ele solicitou ao Imperador Suzong que designasse a capital da prefeitura, Jiangling, como um município especial e a capital do sul. O Imperador Suzong concordou e converteu a Prefeitura de Jing no Município de Jiangling, tornando Lü seu prefeito. Além disso, a pedido de Lü, ele também ordenou que 3.000 soldados fossem estacionados em Jiangling para bloquear quaisquer rebeliões potenciais na região. Além disso, ele também acrescentou sete prefeituras à área de responsabilidade de Lü.
Antes da chegada de Lü, seu cargo era ocupado pelo general Zhang Weiyi (張惟一). Zhang, no entanto, frequentemente era intimidado por seu subordinado Chen Xi'ang (陳希昂) - que controlava seu próprio exército particular em sua prefeitura natal de Heng (perto de Hengyang, Hunan) e a governava como um feudo privado. Em uma ocasião, Chen, que tinha inimizade com seu colega Mou Suijin (牟遂金), levou seus próprios soldados à mansão de Zhang, exigindo que Zhang ordenasse a decapitação de Mou. Zhang, com medo, ordenou a execução de Mou e, a partir daí, Chen dominou os assuntos no quartel-general. Quando Lü chegou ao seu posto, inicialmente bajulou Chen recomendando-o para promoção e depois o matou com um ataque surpresa. Lü pôde então controlar o quartel-general.
Em outra ocasião, havia um feiticeiro chamado Shen Taizhi (申泰芝), que bajulou o poderoso eunuco Li Fuguo usando feitiçaria em nome de Li Fuguo. Através da influência de Li Fuguo, Shen foi nomeado oficial comandante do exército na Prefeitura de Dao (道州, em moderno Yongzhou, Hunan). Shen era corrupto e extorquia muita riqueza da população local não Han. Pang Chengding (龐承鼎), o prefeito da vizinha Tan Prefecture (em Changsha, Hunan), há muito tempo estava irritado com a corrupção de Shen e, em uma ocasião, quando Shen estava em Tan Prefecture, Pang o apreendeu e confiscou os ganhos ilícitos, e então apresentou uma acusação contra Shen.
Tanto Shen quanto Pang foram levados a Chang'an, e por causa da associação de Shen com Li Fuguo, Li Fuguo o absolveu e acusou Pang de acusações falsas. Ele ordenou que Lü investigasse. Lü fez seu subordinado Yan Ying (嚴郢) investigar e enviar um relatório absolvendo Pang e confirmando a culpa de Shen. O Imperador Suzong, influenciado grandemente por Li Fuguo, no entanto, ordenou a execução de Pang e o exílio de Yan. Lü protestou veementemente, apesar dos perigos em fazê-lo, mas não conseguiu salvar Pang ou Yan naquele momento; no entanto, isso fez as pessoas serem muito mais respeitosas com Lü, e, por fim, a culpa de Shen foi demonstrada, e ele foi executado enquanto Pang foi restaurado postumamente.
Enquanto Lü era chanceler, tinha uma relação ruim com seu colega Li Kui. Como Lü ganhou uma boa reputação enquanto estava na Prefeitura de Jing, Li Kui ficou descontente. Li Kui propôs que os exércitos sob o comando de Lü fossem desmantelados, argumentando que a região não precisava de soldados, e também enviava frequentemente examinadores para a região de responsabilidade de Lü, buscando encontrar falhas em Lü. Lü relatou isso ao Imperador Suzong e se defendeu. Como resultado, Li Kui foi removido de seu cargo de chanceler e rebaixado a prefeito. Lü morreu em 762 e recebeu honras postumas.
O Novo Livro de Tang fez este comentário sobre Lü:
Quando Lü Yin era chanceler, ele não era um chanceler competente. Uma vez que foi para a Prefeitura de Jing, suas ordens foram adequadas, e suas tributações foram apropriadas. Seu governo foi caracterizado tanto pela exibição de autoridade quanto pela fidelidade, e, portanto, tanto os soldados quanto os funcionários civis trabalharam arduamente. Em toda a sua região, não havia bandidos, e as pessoas o elogiavam com canções. Desde a era Zhide [(756-758, ou seja, desde o início do reinado do Imperador Suzong], houve dezenas de governadores regionais, mas nenhum teve uma reputação melhor que Lü. Mesmo enquanto estava vivo, as pessoas da Prefeitura de Jing construíram um santuário para ele, e um maior foi construído pelos esforços de seus subordinados após sua morte.
Enquanto servia na Prefeitura de Jing, Lü também ouviu sobre os talentos dos funcionários Du Hongjian e Yuan Zai e os recomendou. Ambos se tornaram chanceleres posteriormente.